# Сан-Мігел (Лісабон)
Сан-Мігел (порт. São Miguel; МФА: [ˈsɐ̃w mi.ˈgɛɫ]) — парафія в Португалії, у муніципалітеті Лісабон. Розташована в західній частині країни, на теренах історичної португальської провінції Ештремадура. Входить до складу округу Лісабон. За адміністративним поділом, чинним до 1976 року, терени парафії були складовою провінції Ештремадура. Належить до Лісабонського патріархату Католицької церкви. Патрон — святий Михаїл. Площа — 0,0519 км². Населення — 1531 ос. (2011). Сильно урбанізований регіон. Густота населення — 29 499,04 осіб/км²
. Код — 110647.

## Географія

Райони Лісабона
Зони Лісабона

## Населення
| Кількість мешканців | Кількість мешканців | Кількість мешканців | Кількість мешканців | Кількість мешканців | Кількість мешканців | Кількість мешканців | Кількість мешканців | Кількість мешканців | Кількість мешканців | Кількість мешканців | Кількість мешканців | Кількість мешканців | Кількість мешканців | Кількість мешканців |
| ------------------- | ------------------- | ------------------- | ------------------- | ------------------- | ------------------- | ------------------- | ------------------- | ------------------- | ------------------- | ------------------- | ------------------- | ------------------- | ------------------- | ------------------- |
| 1864                | 1878                | 1890                | 1900                | 1911                | 1920                | 1930                | 1940                | 1950                | 1960                | 1970                | 1981                | 1991                | 2001                | 2011                |
| 2 256               | 2 834               | 3 299               | 3 274               | 3 694               | 3 808               | 3 457               | 3 594               | 3 550               | 5 614               | 3 878               | 3 522               | 2 613               | 1 777               | 1 531               |